# (36156) 1999 RQ206
1999 RQ206 (asteroide 36156) é um asteroide da cintura principal. Possui uma excentricidade de 0.08287670 e uma inclinação de 13.94525º.
Este asteroide foi descoberto no dia 8 de setembro de 1999 por LINEAR em Socorro.